# Oxenholme
Koordinaten: 54° 18′ N, 2° 43′ W

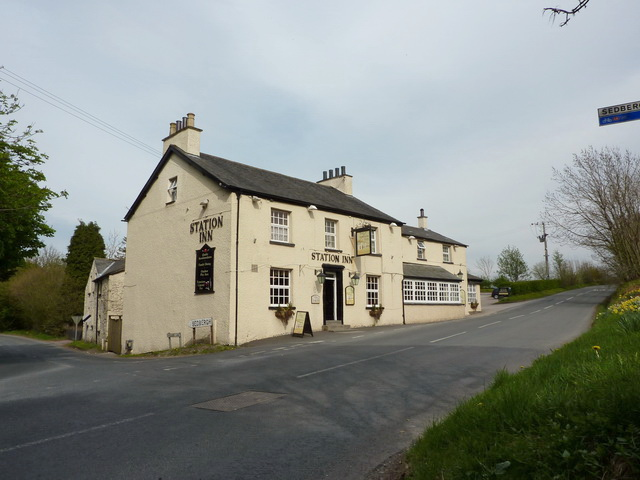
Station Inn, Oxenholme

Oxenholme ist ein Ort in Cumbria im Nordwesten Englands. Der Ort ist heute für seinen Bahnhof mit dem Namen Oxenholme The Lake District an der West Coast Main Line bekannt, denn Intercityzüge halten auf dieser Strecke sonst nur in Städten und nicht in Dörfern, das Oxenholme rechtlich gesehen ist. Der Bahnhof ist der Ursprung des heutigen Ortes und wurde 1847 von der Lancaster and Carlisle Railway in Betrieb genommen. Die von dieser Gesellschaft ebenfalls betriebene Linie nach Windermere zweigt hier ab. Der Ort begann um den Bahnhof zu wachsen und nahm seinen Namen von einer Farm dieses Namens. Den Zusatz ' Lake District ' erhielt der Ort 1988.